# Dauntless (Band)
Dauntless ist eine finnische Death- und Thrash-Metal-Band aus Helsinki, die im Jahr 1991 unter dem Namen Maniax gegründet wurde.

## Geschichte
Die Band wurde im Jahr 1991 von Sänger und Gitarrist Sami Helle unter dem Namen Maniax gegründet. Kurze Zeit später traten Schlagzeuger Santeri Salmi und Bassist Tuomo Tukkimäki der Band bei. Die Band veröffentlichte ihr erstes Demo namens Face the Fact im Jahr 1995, dem das zweite Demo namens Prophecy... im Jahr 1996 folgte. Im Jahr 1998 änderte die Band ihren Namen in Dauntless.
Die Band veröffentlichte das nächste Demo namens Cold I Am im Jahr 1998. Als zweiter Gitarrist kam Riku Katainen zur Band. Im Jahr 1999 erschien das nächste Demo namens Inhumankind. Es folgten einige Auftritte und eine Pause bis Anfang 2002.
Im Sommer 2002 nahm die Band ihr nächstes Demo auf, wobei Ari Nieminen als neuer Sänger dabei zu hören war. Das Demo namens Modern Ways of Discipline wurde gegen Ende des Jahres veröffentlicht. Die Band erhielt dadurch die ersten Angebote von Plattenlabels, die die Band jedoch alle ablehnte. Im Jahr 2003 folgten einige Live-Auftritte, darunter auch ein Afterclub-Auftritt des Tuska Open Air Metal Festivals.
Im Sommer 2004 nahm die Band mit Ruins MMIV ihr nächstes Demo auf. Zudem nahm die Band auch ein Video für das Lied Ruins auf. Im Jahr 2005 verließ Bassist Tuomo Tukkimäki die Band und wurde durch Olli Määttä ersetzt. Nachdem das Demo Obey - Erase - Obey veröffentlicht worden war, erreichte die Band einen Vertrag mit dem finnischen Label Firebox Records. Gegen Ende des Jahres 2006 begab sich die Band ins Studio, um ihr Debütalbum Execute the Fact aufzunehmen. Das Album bestand aus einigen Liedern der Demos sowie aus bisher unveröffentlichtem Material.
Nachdem das Album veröffentlicht worden war, hielt die Band ein Jahr lang Konzerte. Im Jahr 2008 trennte sich die Band von ihrem Label und unterschrieb einen Vertrag bei dem finnischen Label Full Metal Records. Danach begann die Band mit den Arbeiten zum zweiten Album Death Row Poet. Während der Aufnahmen verließ Schlagzeuger Santeri Salmi die Band und wurde durch Arto Vesander ersetzt.
Das Album wurde im Jahr 2009 veröffentlicht.

## Stil
Die Band wird als eine Mischung aus modernem Thrash- und Death-Metal beschrieben und wird dabei mit der Band Closer verglichen.

## Diskografie
Als Maniax
- 1995: Face the Fact (Demo, Eigenveröffentlichung)
- 1996: Prophecy... (Demo, Eigenveröffentlichung)

Als Dauntless
- 1998: Cold I Am (Demo, Eigenveröffentlichung)
- 1999: Inhumankind (Demo, Eigenveröffentlichung)
- 2002: Modern Ways of Discipline (Demo, Eigenveröffentlichung)
- 2004: Ruins MMIV (Demo, Eigenveröffentlichung)
- 2005: Obey - Erase - Obey (Demo, Eigenveröffentlichung)
- 2007: Execute the Fact (Album, Firebox Records)
- 2009: Death Row Poet (Album, Full Metal Records)